# Minsterberské knížectví
Minsterberské knížectví (německy Herzogtum Münsterberg, polsky Księstwo Ziębickie) bylo jedním ze slezských knížectví s hlavním městem Minsterberk (nyní Ziębice).

## Historie

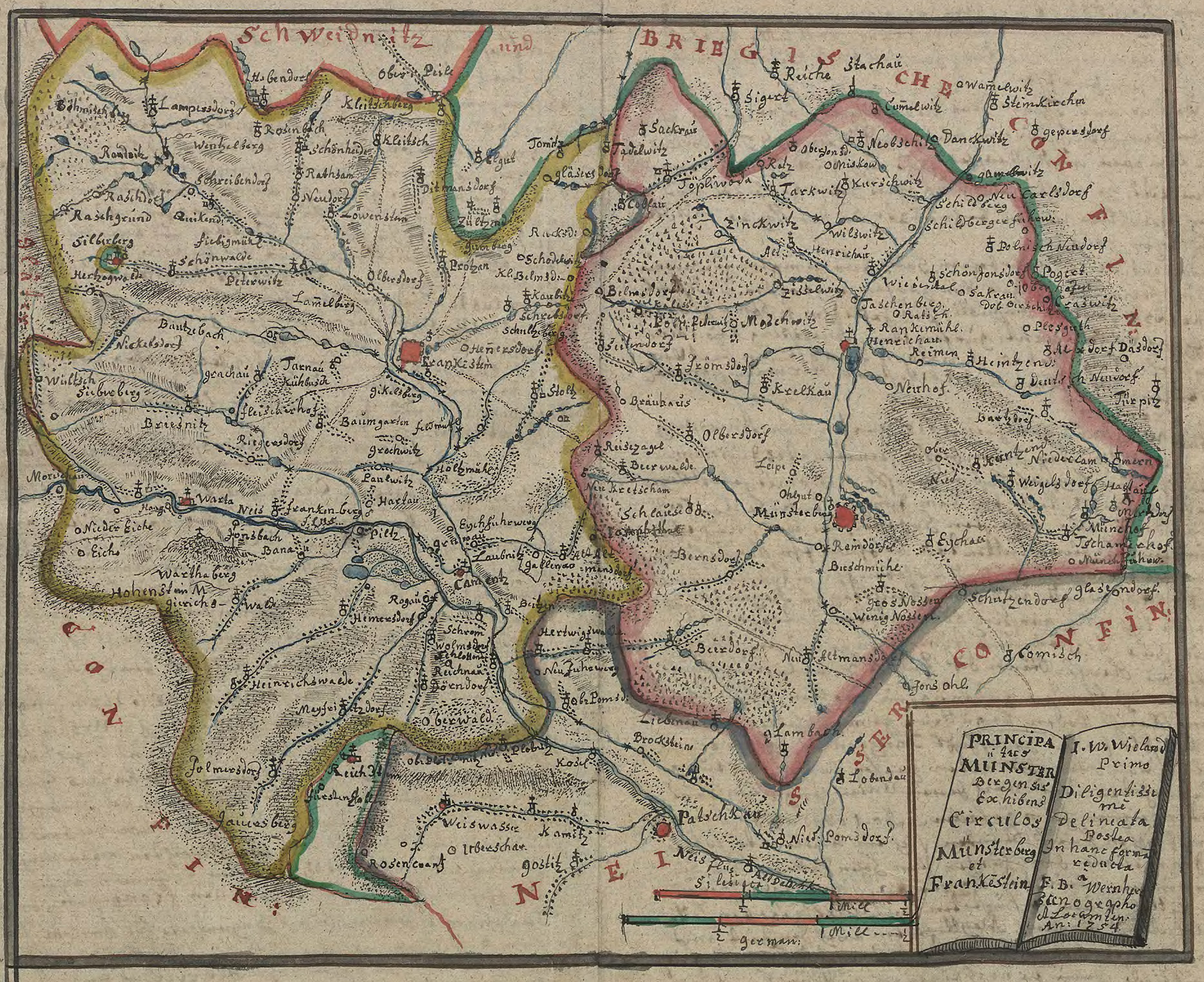
Historická mapa knížectví, Friedrich Bernhard Werner

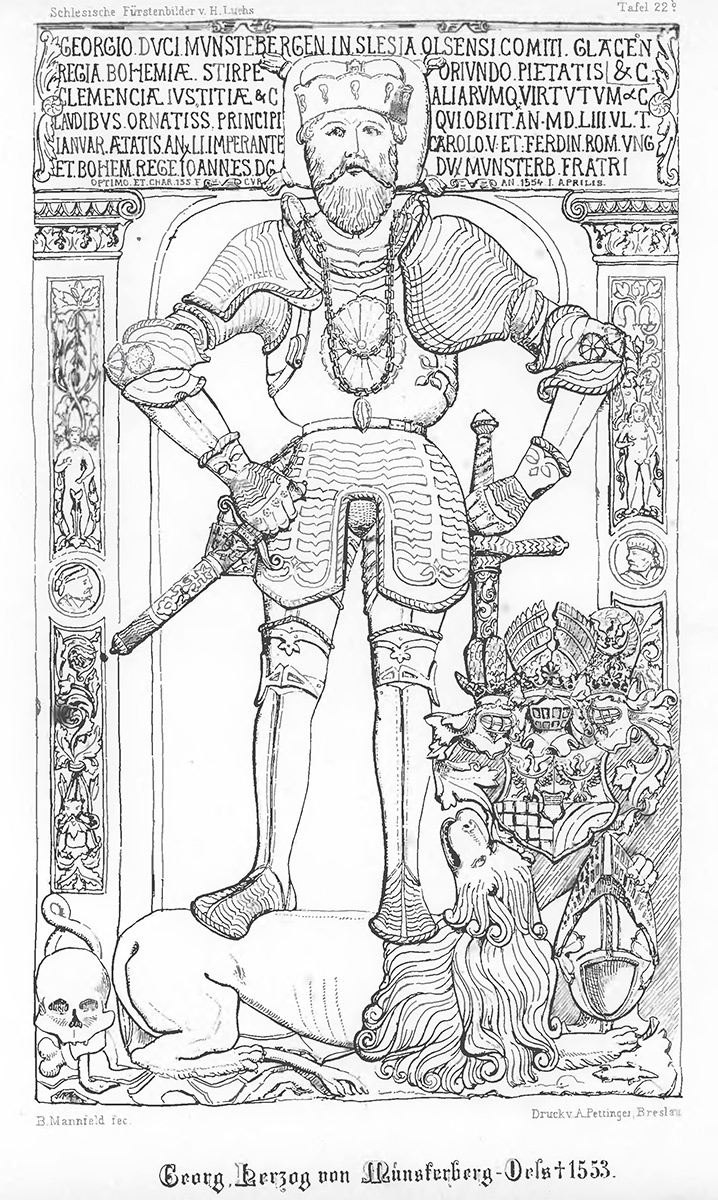
Jiří Minsterbersko-Olešnický

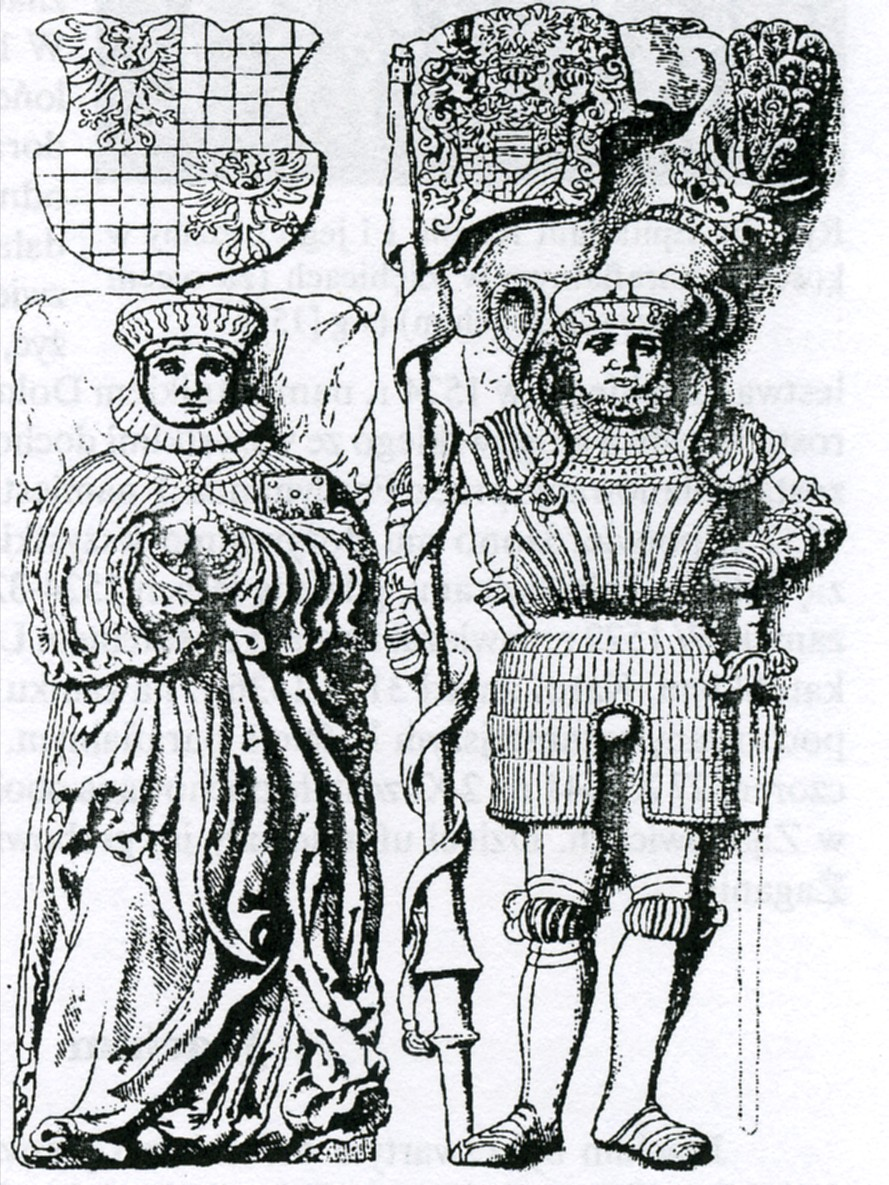
Náhrobek Karla I. Minsterberského a Anny Zaháňské

Knížectví vzniklo roku 1321, když město a jeho okolí obdržel Boleslav II. Minsterberský při dělení dědictví po svém otci Bolkovi I. z rodu Piastovců a již roku 1336 bylo dobyto Karlem IV. (tehdy ještě jen moravským markrabětem) a poddalo se Čechám. Po Bolkově smrti roku 1341 v knížectví vládl jeho syn Mikuláš až do své smrti roku 1351 a po něm vládl jeho syn Bolek III. až do roku 1410. V letech 1410 až 1420 vládli Minsterbersku společně bratři Jindřich a Jan, přičemž po smrti Jindřicha roku 1420 vládl Jan až do své smrti 27. prosince roku 1428, kdy padl v bitvě u Staré Jesenice proti husitům. S ním vymřela minstrberská větev Piastovců.
Roku 1429 zastavil Zikmund Lucemburský jako český král celé knížectví českému pánu Půtovi z Častolovic a po jeho smrti roku 1435 držela zástavu jeho vdova Anna z Koldic. Roku 1435 zemské stavy pro knížectví přijaly jako kněžnu Eufémii z Oettingenu, neteř posledního knížete, která se ovšem kvůli sporům s Annou z Koldic již příštího roku vzdala trůnu. Roku 1440 Anna z Koldic prodala knížectví svému druhému manželovi Hynku Krušinovi z Lichtenburka. Zemské stavy ovšem stále rebelovaly proti jeho vládě, takže Hynek roku 1442 pro výstrahu vypálil klášter v Jindřichově.

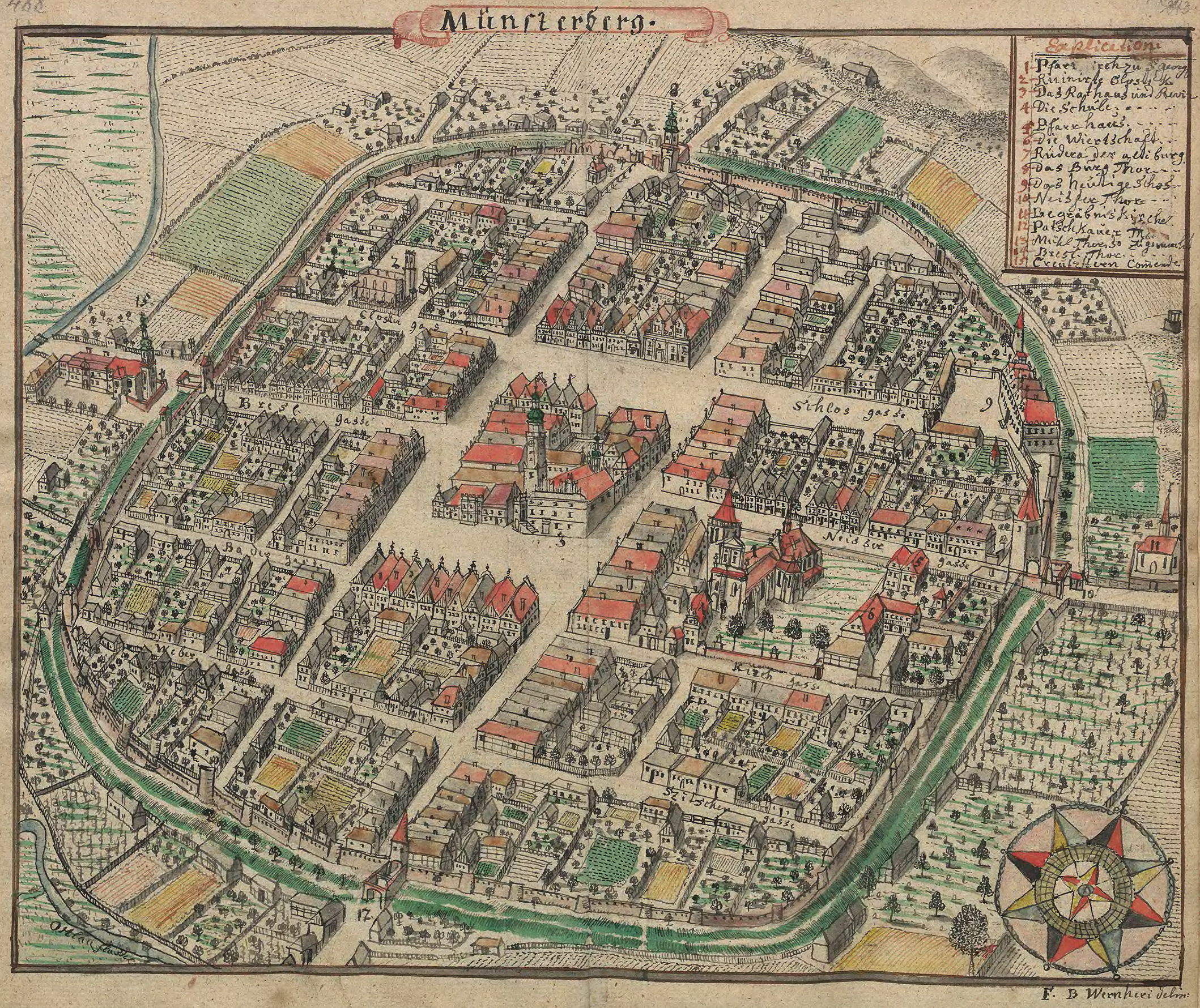
Město Minsterberk okolo roku 1750

Roku 1443 byl jako kníže vybrán Vilém I. Opavský, který svůj nárok zakládal na tom, že je jednak synem Kateřiny Minsterberské, dcery knížete Jana a dále, že je ženatý se Salomenou z Častolovic, dcerou Půty z Častolovic. Nicméně spor s Hynkem Krušinou byl vyřešen až následujícího roku 1444. Po smrti Viléma I. se knížetem stal jeho bratr Arnošt Opavský, který posléze knížectví prodal Jiřímu z Poděbrad.
Roku 1472 se vlády nad knížectvím ujali synové Jiřího z Poděbrad Jindřich I. Starší, Viktorín z Poděbrad a Hynek z Poděbrad. Potomci Jindřicha Staršího, knížata minsterberská, zde vládli do roku 1569, kdy Minsterbersko prodali českému králi. Roku 1654 je císař Ferdinand III. udělil Auerspergům a roku 1742 bylo knížectví dobyto a spolu s větší částí Slezska pruským králem Fridrichem II. připojeno k Prusku.